# حماسه ایثار
حماسهٔ ایثار نام یک مجموعهٔ تلویزیونی ایرانی به کارگردانی «کاظم بلوچی» است که در سال ۱۳۷۲ تولید و از شبکه ۱ سیمای جمهوری اسلامی ایران  پخش گردید.

## خلاصه داستان
این مجموعه، به روایت بخشی نانوشته از تاریخ تشیع در آغاز سلسلهٔ امویان می‌پردازد. مردی از هواداران علی بن ابی‌طالب، با یاری و پشتیبانی گروه توابین، به خونخواهی حسین بن علی برمی‌خیزد .

## بازیگران و عوامل تولید

### بازیگران
- خسرو شکیبایی
- شهره لرستانی
- رضا رویگری
- حبیب دهقان‌نسب
- جمشید اسماعیل‌خانی
- بهرام ابراهیمی

### عوامل تولید
- کارگردان: کاظم بلوچی
- فیلمنامه: فاطمه دلیری
- تصویربردار: هوشنگ صدری
- تدوین: محمد موسویان، کاظم بلوچی
- موسیقی: سعید محمدی‌مطلق
- تهیه‌کننده: علی حجازی‌مهر
- فرمتتصویر: ویدئویی
- مدت زمان: ۳۱۵ دقیقه
- محصول: گروه معارف اسلامی شبکه ۱ سیمای جمهوری اسلامی ایران
- سال تولید: ۱۳۷۲